# Imeni Tel'mana (Oblast' autonoma ebraica)
Imeni Tel'mana (in lingua russa Имени Тельмана) è un centro abitato dell'Oblast' autonoma ebraica, situato nello Smidovičskij rajon. Nei suoi pressi si trova il ponte di Chabarovsk che attraversa il fiume Amur, parte della ferrovia Transiberiana.